# La grotta di Trofonio
La grotta di Trofonio è un'opera lirica di Antonio Salieri su libretto di Giovanni Battista Casti. L'opera debuttò il 12 ottobre 1785 al Burgtheater di Vienna.

## Interpreti della prima rappresentazione
| Personaggio | Interprete         |
| ----------- | ------------------ |
| Aristone    | Francesco Bussani  |
| Ofelia      | Nancy Storace      |
| Dori        | Celeste Coltellini |
| Artemidoro  | Vincenzo Calvesi   |
| Plistene    | Stefano Mandini    |
| Trofonio    | Francesco Benucci  |

## Trama
Le figlie di Aristone, Ofelia e Dori, sono innamorate di due giovanotti, Artemidoro e Plistene, ormai prossimi alle nozze. Le ragazze hanno scelto il loro ragazzo in base al carattere comune: il filosofo Artemidoro è innamorato della seriosa Ofelia, mentre l'ilare Plistene della sempre allegra Dori. Un giorno però i due giovani entrano per sbaglio nella grotta del mago Trofonio, che fa mutare loro i caratteri: Artemidoro diventa subito incline al riso, mentre Plistene diventa serio. Ofelia e Dori scoprono la cosa, sconcertate. Aristone fissa la data delle loro nozze, ma si rende conto dell'accaduto e suggerisce, invano, alle figlie di cambiare marito. Di nuovo per caso i due giovani capitano nella grotta di Trofonio, che fa tornare normali i loro caratteri. Ma stavolta sono le due sorelle ad entrare nella grotta, e i loro caratteri si scambiano: Ofelia diventa scherzosa mentre Dori diviene serissima. Aristone invoca il mago, che svela la magia della sua grotta, e fa in modo che le ragazze tornino normali: nel tripudio generale si celebrano i matrimoni tra le due coppie.
Dell'opera, in tempi recenti, è stata stampata, dalla casa editrice OTOS di Lucca sia la partitura che lo spartito canto e pianoforte a cura del compositore e musicologo Filiberto Pierami.

## Discografia
- 2005 - Olivier Lallouette (Aristone), Raffaella Milanesi (Ofelia), Marie Arnet (Dori), Nikolaï Schukoff (Artemidoro), Mario Cassi (Plistene), Carlo Lepore (Trofonio) - Direttore: Christophe Rousset - Orchestra: Les Talens Lyriques. Coro: Ópera de Lausanne - Registrazione dal vivo - Ambroisie AMB 9986[2]
- L'ouverture de La grotta di Trofonio è compresa in Salieri: Overtures, CD pubblicato da Naxos. Direttore Michael Dittrich; orchestra della Radio Slovacca.[3]